# Уэслианский университет
Уэслианский университет (англ. Wesleyan University) — гуманитарный университет в городе Мидлтаун, штат Коннектикут, в США. Основан в 1831 году. Согласно Фонду Карнеги по улучшению преподавания, университет является единственным бакалаврским либеральным колледжем в США, осуществляющим подготовку высокого числа докторов по научным дисциплинам в области науки, технологий, инженерного дела и математики.
Университет предлагает 47 программ обучения и исследований на соискание степени бакалавра искусств. По шести направлениям, из их числа, присуждаются степень магистра и доктора философии. Здесь учатся более 3000 студентов, 400 из которых на заочной форме и около 200 аспирантов. Студентам доступны более 900 курсов.

## История
Уэслианский университет основан в 1831 году лидерами методистской церкви и гражданами Мидлтауна. В первый учебный год были зачислены 48 студентов разного возраста, которых обучали три профессора и один учитель, стоимость обучения составляла $ 36 в год.
Университет назван в честь Джона Уэсли, основателя методистской церкви, и является одним из старейших первоначально методистских высших учебных заведений в США. Это движение сыграло значительную роль в становлении университета и его акценте на подготовке по программе либеральных искусств, а не богословию. Первым президентом стал Уиллбур Фиск, известный педагог методистов, подчеркнувший в своей инаугурационной речи в сентябре 1831 года, что образование служит двум целям: «на благо личного просвещения и на благо мира».
С момента основания университет был известен рядом инноваций. В то время как американские высшие учебные заведения следовали европейской модели образования, ставя на первый план классические исследования, президент Фиск сосредоточился на преподавании современных языков, литературы и естественных наук на равных условиях с классической программой. В 1870 году был построен Джадд-Холл, где ныне расположен факультет психологии, это здание стало одним из немногих в стране, предназначенных целиком для научных исследований.
Первоначально в ряды студентов набирали исключительно белых мужчин, но с 1872 года было введено совместное обучение, допускающее ограниченное число женщин. Студенты мужского пола негативно относились к такими виду обучения и утверждали, что качество образования ухудшается по отношению к другим вузам. В 1912 году совместное обучение было закрыто, но годом ранее некоторые из выпускниц помогли основать Коннектикутский колледж для женщин в Нью-Лондоне, чтобы заполнить образовавшуюся пустоту.

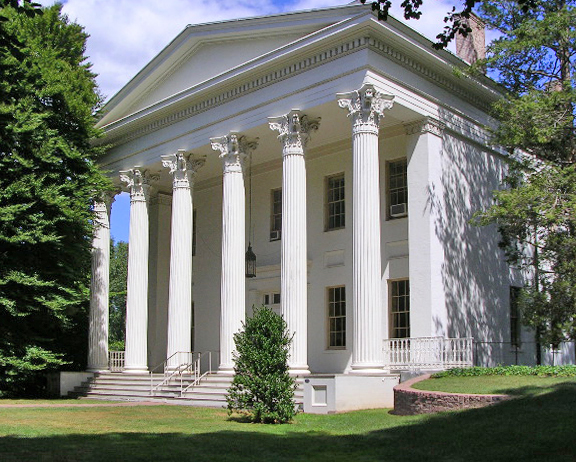
Дом Сэмюэля Рассела, в котором располагается факультет философии. С 1970 года входит в Национальный реестр исторических мест США, а в 2001 году здание объявлено национальным памятником архитектуры

В XX веке связь с методистской церковью существенно уменьшилась. В 1937 году университет стал полностью независимым. Под руководством Виктора Баттерфилда, занимавшего пост президента с 1943 по 1967 год, процветали междисциплинарные исследования. Центр перспективных исследований принёс кампусу, выдающихся учёных и общественных деятелей, которые работали в тесном контакте с преподавателями и студентами. В 1950-х годах открылись Колледж литературы и Колледж социальных наук.
С 1960 года университет начинает привлекать афроамериканских студентов. Преподаватели, студенты и сотрудники Уэслианского университета принимали активное участие в движении за гражданские права, а преподобный Мартин Лютер Кинг несколько раз посетил Уэслианский кампус. К 1968 году женщинам снова были открыты двери учебного заведения и в 1970 году, впервые с 1909 года, на первый курс зачислена студентка. Восстановление совместного обучения резко увеличило число студентов.
В 1974 году сформирован Центр африканских исследований, из созданного в 1969 году Афроамериканского института. Осенью 1973 года появился Центр искусств, здание которого разработали архитекторы Кевин Роч и Джон Динкело. Центр по изучению Восточной Азии им. Мэнсфилда Фримана открылся в 1987 году, а в 1998 году открылся Центр по изучению стран американских континентов.
С 2000 по январь 2005 года проходила кампания по сбору средств на университетские нужды, в конечном итоге удалось собрать $ 281 млн долларов, которые пошли на нуждающихся в помощи студентов и преподавателей, а также на учебный процесс и обновление кампуса.